# 루프트바페
루프트바페(독일어: Luftwaffe 독일 공군[*])는 제2차 세계 대전 당시 독일 국방군(베어마흐트)의 공중전 담당 군대이다. Luftwaffe란 공군을 가리키는 독일어 일반명사로 쓰이기도 하며, 현대 독일 연방방위군의 독일 공군 역시 독일어로는 루프트바페라 한다. 루프트바페는 헨켈 Hs. 129 와 같은 지상공격기로 전술 항공 지원을 하거나 지상군으로 대지와 대공 방어 역할을 수행한다.

## 군기

제국원수기 앞면 (1940년-1941년)
제국원수기 뒷면 (1940년-1941년)
제국원수기 앞면 (1941년-1945년)
제국원수기 뒷면 (1941년-1945년)
항공야전원수기 앞면
항공야전원수기 뒷면
장성 탑승차 사각기
장성 탑승차 삼각기
장교 탑승차 삼각기

항공성 장관기 앞면 (1933년-1935년)
항공성 장관기 뒷면 (1933년-1935년)
공군최고지휘관기 앞면 (1935년 ~ 1945년)
공군최고지휘관기 뒷면 (1935년 ~ 1938년)
공군최고지휘관기 뒷면 (1938년 ~ 1945년)
장군참모장기
공군함대장기
비행군단장기
비행사단장기
대공포분견대기
비행분견대기
괴링 장군 연대기

## 같이 보기
- 항공함대 (독일)
- 밀히 재판